# Griechisch-katholisches Priesterseminar in Zagreb
Das Griechisch-katholische Priesterseminar in Zagreb (offiziell kroatisch Grkokatoličko sjemenište u Zagrebu) ist das älteste Priesterseminar der griechisch-katholischen Kirchen außerhalb Roms. Gegründet 1680, ist das Seminar eine Institution der alten Eparchie Marča und blieb auch nach der Neugründung der Eparchie Križevci ein wichtiges intellektuelles und kulturelles Zentrum der griechisch-katholischen Kirche in Kroatien. Das Priesterseminar hat eine internationale Ausrichtung und nimmt neben Priesteramtskandidaten der Eparchie Križevci regelmäßig auch Alumnen der Eparchie Sankt Nikolaus Ruski Krstur in Serbien und Eparchie Mariä Verkündigung Strumica-Skopje in Nordmazedonien auf.

## Geschichte
Das Griechisch-katholische Priesterseminar in Zagreb wurde 1680 von Bischof Pavao Zorčić in der Oberstadt von Zagreb gegründet und begann 1681 den regulären Ausbildungsbetrieb für Alumnen des Kleinen und Großen Seminars. Bis heute wurde der Betrieb ununterbrochen fortgesetzt.
Ursprünglich wurde das Seminar gegründet, um das Niveau der Bildung im griechisch-katholischen Klerus der Eparchie Marča in Kroatien und Slawonien zu heben. Zuvor wurden die Priesteramtskandidaten nur kurz und oberflächlich in den Klöstern im Ritus unterwiesen. Das Mönchtum, selbst nicht hoch gebildet, schwenkte zwischen der Union mit Rom und dem Kampf gegen die Union hin und her. So erhoffte man sich durch höhere Bildung auch die Bindung an die katholische Kirche zu stärken. Auch nach der Gründung der Eparchie Križevci (1777), die neben den kroatischen Unierten nun auch die ruthenischen Gläubigen in der Batschka umfasste, blieb das Seminar in Zagreb ein apologetisches Zentrum der Kirchenunion von Marča.
Anfangs besuchten die Alumnen das angrenzende Gymnasium in der Oberstadt und die Priesteramtskandidaten die jesuitische Neoacademia Zagrabiensis, die während der josephinischen Reformen in die Regia Scientiarum Academia (1776) umgeformt und heute die Universität Zagreb bildet. Daneben wurden im Priesterseminar die Alumnen im ostkirchlichen Gesang und die Priesteramtskandidaten in den ostkirchlichen Fächern unterrichtet. Im 19. Jh. bestand durch die Zusammenarbeit mit bulgarischen Studenten kurzzeitig eine Orthodoxe Akademie im Priesterseminar.
Ein goldenes Zeitalter bestand im Josephinismus. Bischof Bazilije Božičković war Berater der Kaiserin Maria Theresia in Bildungsfragen bezüglich der unierten Kirchen und wurde zum Generalinspektor des Griechisch-katholischen königlichen Priesterseminars Barbareums in Wien bestellt. Auch der letzte Rektor des Barbareums war aus seiner Eparchie, Atanazije Gvozdanović, und brachte die Wiener Priestererziehungsideale nach Zagreb als Rektor des Griechisch-katholischen Priesterseminars in Zagreb, das damals den Status eines Generalseminars erhielt.
Während der Illyrische Bewegung waren die Rektoren und Alumnen sehr aktiv. So gab es eine seinerzeit bedeutende illyrische Bibliothek, die zu einem Zentrum der Illyrischen Bewegung in Zagreb wurde,  und eine Hauszeitschrift, die für die Rechte der südslawischen Nationen eintrat.
Insbesondere in der Zeit der gewaltsamen Magyarisierung unter dem Ban Károly Khuen-Héderváry spielten die Rektoren eine nicht zu unterschätzende Rolle in der Verteidigung der kroatischen Nationalidee. Zu dieser Zeit war Rektor Tadija Smičiklas einer der bedeutendsten kroatischen Intellektuellen und Vater der kroatischen Geschichtswissenschaft.
Im Jahr 1969 wurde das Kleine Seminar von Bischof Gabrijel Bukatko geschlossen und die Kandidaten für das Kleine Seminar zukünftig nach Rom geschickt.

## Rektoren
1. Đuro Germiniković (1688–?)
2. P. Teodor Strahinić OSBM (ca. 1700)
3. vl. Grgur Jugović (1702–?)
4. Franjo Novak (1710–?)
5. vl. Teofil Pašić (1738–1739)
6. Simeon Bulić (1742–?)
7. Ignacije Latković (1772–1776)
8. Atanazije Gvozdanović (1776–1779)
9. vl. Silvestar Bubanović (1780–1781)
10. Janko Rajaković (1781–1782)
11. vl. Konstantin Stanić (1782–1785, 1807–1809)
12. Tomo Čučić (Laie, 1794–1796)
13. Antun Tumara (1800–1807)
14. vl. Gabrijel Smičiklas (1809–1810)
15. Konstantin Poturičić (1810– 1812)
16. Simeon Čučić (1812–1821)
17. Bazilije Božičković (1830–1831)
18. Nikola Malić (1831–1837)
19. Janko Goleš (1837–1846)
20. Janko Predović (1846–1849)
21. Petar Stić (1849–1851)
22. Pavao Bratelj (1851–1860)
23. Bazilije Poturičić (1860–1861)
24. Marko Stanić (1861–1866)
25. Tomo Vidović (1866–1871)
26. Gabro Smičiklas (1871–1877)
27. Tadija Smičiklas (Laie, 1877–1882)
28. Vladimir Laboš (1882–1885)
29. Anton Franki (1885–1891)
30. Andrija Segedi (1891–1897)
31. Dane Šajatović (1897–1902)
32. vl. Dionizije Njaradi (1902–1914)
33. Tomo Severović (1914–1924)
34. Ivan Djuro Višošević OSBM (1924–1956)
35. Ivan Krstitelj Pavković (1956–1990)
36. vl. Nikola Kekić (1990–2019)
37. Robert Rapljenović (erster verheirateter Rektor, 2019–2020)
38. Daniel Vranešić (kommissarischer Leiter 2020–2024)
39. Vladimir Simunović (kommissarischer Leiter 2024)

## Gallery

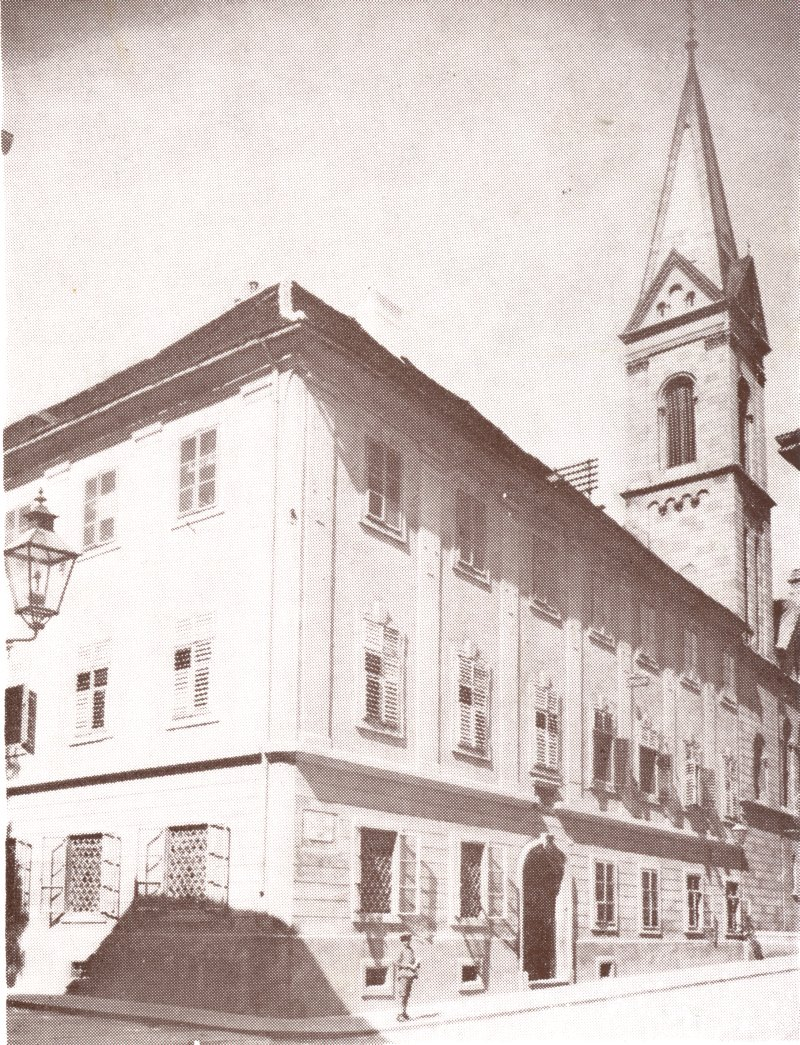
Griechisch-katholisches Priesterseminar in den 1920er Jahren
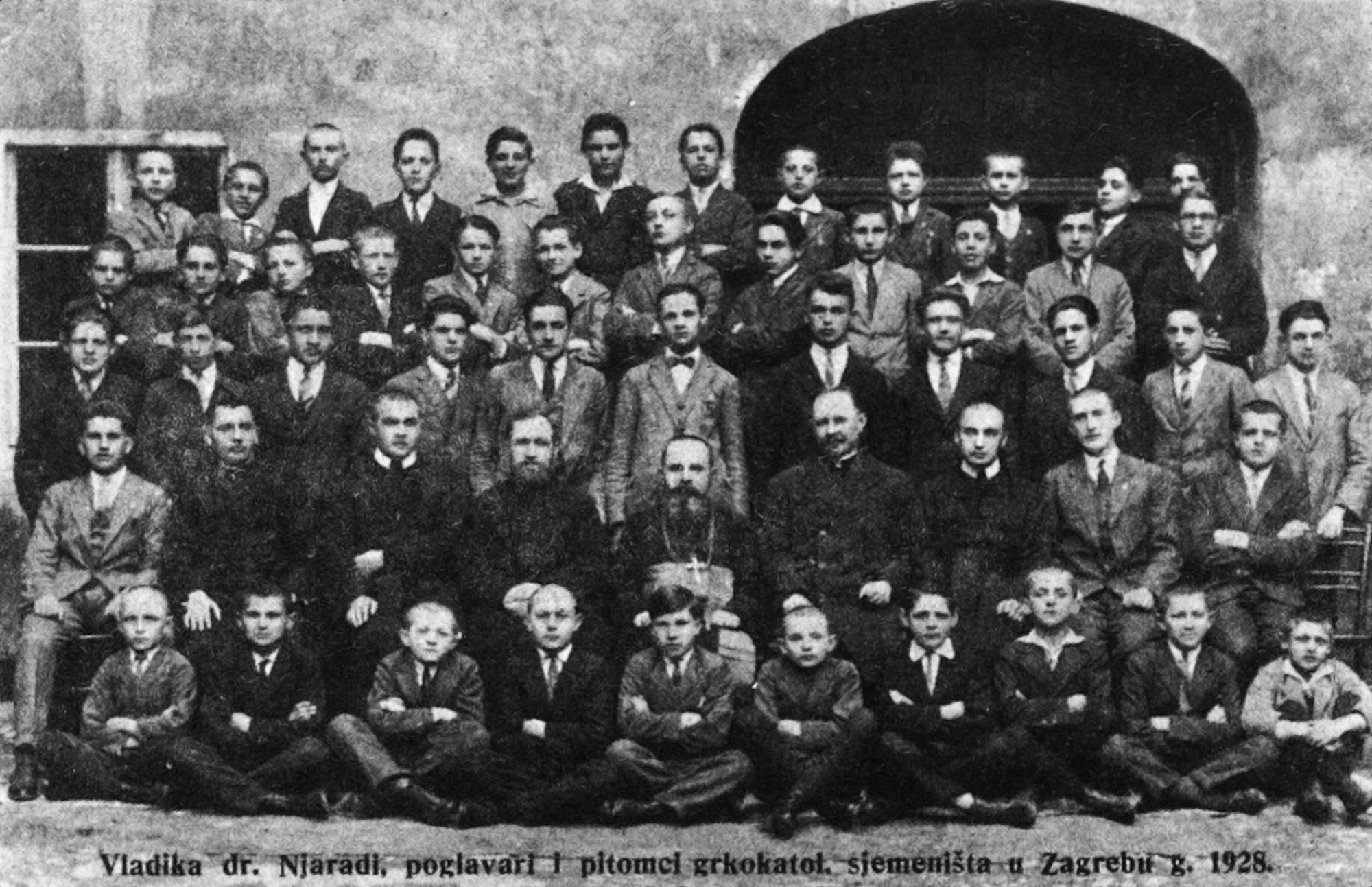
Bischof Dionizije Njaradi, Rektor Višošević (l. v. Bsf.) und die Alumnen